# Geschiedenis van Dordrecht

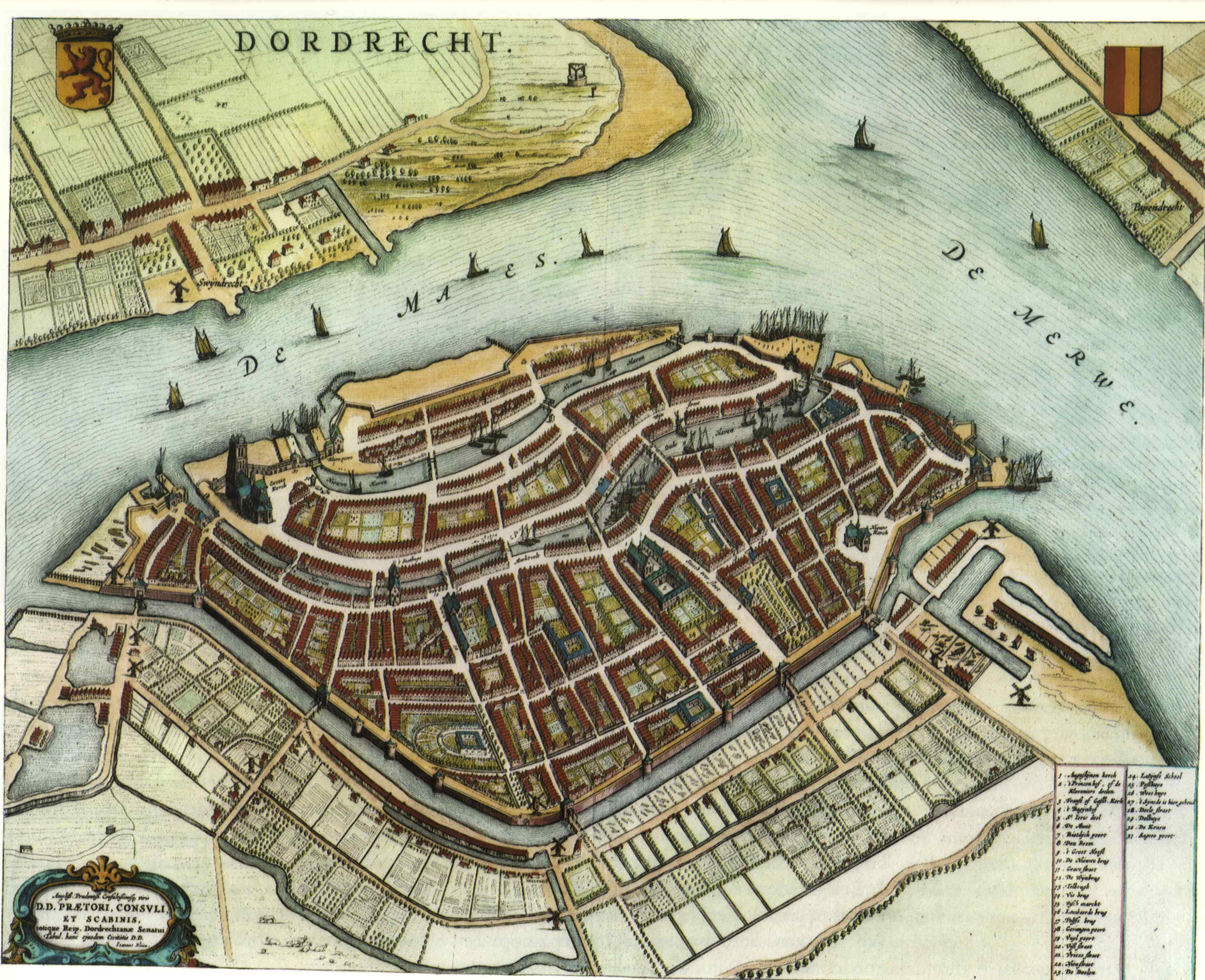
Kaart van Dordrecht uit 1652 van Blaeu

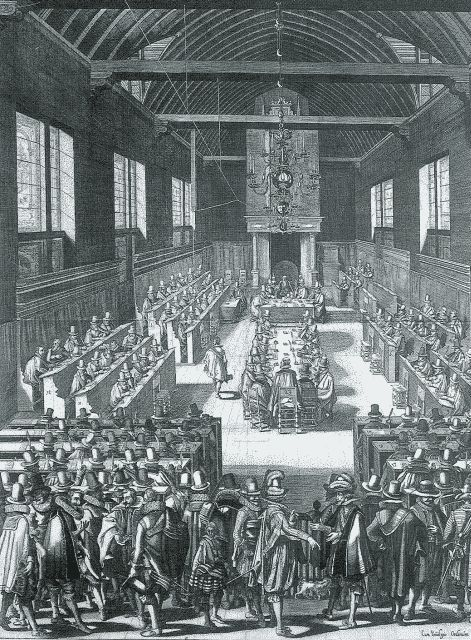
De Synode van Dordrecht van 1618-1619

Dit artikel over de geschiedenis van Dordrecht behandelt de historie van de Nederlandse stad Dordrecht, grotendeels chronologisch, hier en daar thematisch. Het behandelt de periode vanaf het jaar 1000 tot heden.
Dordrecht nam in enkele eeuwen toe qua belang en status, en was in de 13e en 14e eeuw de belangrijkste stad van Holland. In 1421 en 1424 verloor de stad door de tweede en derde Sint-Elisabethsvloed een groot deel van het achterland en de verbindingen, wat de positie als handelsstad blijvend aantastte, hoewel de nieuwgevormde waterlopen ook mogelijkheden boden. Het duurde meer dan vier eeuwen voor er weer een vaste verbinding met de rest van Nederland kwam, in de vorm van de Stadsbrug Zwijndrecht en de Moerdijkspoorbrug. Niettemin bleef de stad politiek nog lang belangrijk. Ook de Synode van Dordrecht, vanaf 1618, heeft grote invloed gehad.
In de twintigste eeuw was de stad verarmd en kwam hij bij de bevrijding van Nederland in de vuurlinie te liggen. Een stadssanering pakte de verkrotting aan en opende nieuwe wegen, ten koste van een deel van de historische stad.

## Ontstaan en etymologie
Dordrecht wordt omstreeks 1120 voor het eerst genoemd in de Annalen van Egmond als de slag bij Thuredrech wordt beschreven. De nederzetting ontstond rond het jaar 1000 aan de rivier deThuredrit(h) of Thuredrecht in het klei-op-veengebied tussen de Merwede en de Maas. De naam Thuredrecht betekent zoveel als een verbinding of trekvaart, in dit geval tussen de rivier de Dubbel en de Merwede.
De nederzetting die rond 1200 Durdreth of Durthric wordt genoemd was dus naar de rivier genoemd. Lang is gedacht dat de naam stond voor een "doorwaadbare plaats in de rivier Thure" en dat drecht, zoals bij Utrecht en Maastricht van het Latijnse trajectum was afgeleid. In 1996 is deze verklaring losgelaten; er heeft nooit een rivier de Thure bestaan.

## Middeleeuwen

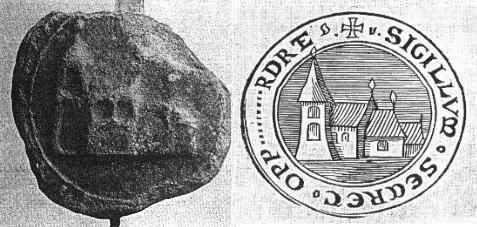
Het oudst gevonden stadszegel van Dordrecht uit 1255

### 'Oudste stad van Holland'
De Hollandse graaf Willem I bevestigde in 1220 stadsrechten van Dordrecht. Deze golden waarschijnlijk al rond 1195, want in februari 1200 wordt de nederzetting aangeduid als oppidum met scabini (schepenen). Waarschijnlijk was het dus al een plaats van enig aanzien met een zekere mate van autonomie op het gebied van bestuur en rechtspraak.
Met stadsrechten rond 1195 en een tweede serie rechten rond 1204-05 is Dordrecht de oudste stad van Holland. De claim van Geertruidenberg op die titel is gebaseerd op foute aannames. Geertruidenberg behoorde tot 1807 bij de provincie Holland, maar was niet meer dan een klein marktplaatsje bij de grens met Brabant dat in 1213 enkele marktrechten en wat vrijheden ontving.

### Stapelrecht
In 1299 kreeg Dordrecht van graaf Jan I het stapelrecht: wie met bepaalde handelswaar via de Lek en de Merwede langs Dordrecht kwam, werd verplicht deze op de Dordtse markt te koop aan te bieden. Dit recht gaf de stad een flinke economische impuls. Aanvankelijk vielen er met name wijn, hout en graan onder, maar later behoorden ook andere handelswaren onder het stapelrecht. Na 1421-24 kon Dordrecht dit recht moeilijker handhaven ten gevolge van de tweede en derde Sint-Elisabethsvloed. Grote delen van het achterland (Grote Waard) verdronken en de stad kwam op een eiland te liggen, het Eiland van Dordrecht. Daardoor konden schepen de stad gemakkelijker ontwijken.

### Belangrijkste stad van Holland
Duidelijk is wel dat in de 13e en 14e eeuw Dordrecht de belangrijkste stad van het Graafschap Holland was. De stad bezat de meeste vergaande grafelijke voorrechten, onder andere dat ze hun eigen wetten mochten maken. Ook werd in 1283 de Munt van Holland in Dordrecht gevestigd.
De Stadspensionaris van Dordrecht had recht op de functie van Raadpensionaris van de Staten van Holland. Ook bij andere bevoorrechte posities waren Dordtse afgevaardigden in het voordeel; bij gezantschappen hadden ze voorrang op andere leden van de Staten van Holland.

### Militaire activiteiten
Tijdens wat het eerste beleg van Dordrecht (1049) wordt genoemd, werd in Thuredrith een aanval uitgevoerd op graaf Dirk IV van West-Frisia, het latere Holland. De aanleiding was een al langer slepend conflict over zijn ontginningen van gebieden die aan diverse bisschoppen toebehoorden en zijn pogingen om zijn macht in de regio uit te breiden. Met de volmacht en goedkeuring van keizer Hendrik III trokken legers uit de bisdommen van Luik, Utrecht en Metz op voor een strafexpeditie. Daarbij is Dirk te Dordrecht gesneuveld. Het is de vraag of we dit gebeuren een slag of een belegering moeten noemen, want Thuredrith was niet meer dan een paar onbeschermde buurtjes aan weerszijden van een rivier, plus waarschijnlijk een grafelijke sterkte.
Tijdens het tweede beleg van Dordrecht (1299) viel een leger – onder leiding van de baljuw van Zuid-Holland, Aloud van Ierseke – Dordrecht aan. Dit gebeurde op bevel van Wolfert I van Borselen, die de jonge graaf Jan I onder de duim had. Wolfert wilde de stad straffen omdat die tegen zijn bevelen inging. 
Hierna volgde in 1304 het derde beleg van Dordrecht. Gedurende de  Vlaamse inval in Zeeland en Holland van 1303 en 1304 werd Dordrecht door de Vlaamsgezinde troepen van de Brabantse hertog Jan II van Brabant belegerd. Het lukte hem niet de stad in te nemen vanwege fel verzet van de bevolking onder leiding van de edelman Claes van Putten. Na drie weken belegering wist deze de Brabanders te verdrijven en tot in Waalwijk te achtervolgen en verslaan. De omgeving, de Grote Waard, was intussen echter grondig geplunderd en verbrand.
In de 14e eeuw was Dordrecht een plaats waar in opdracht van de graaf voorafgaande aan veldtochten of belegeringen oorlogstuig werd gemaakt en verzameld, zoals blijden, katapulten koggen (vaartuigen). Dit valt op te maken uit jaarrekeningen van Willem IV van Holland op zijn voorbereiding op het beleg van Utrecht in 1345 en later ook bij Filips de Goede.
Eind juni 1418 volgde het vierde beleg van Dordrecht. Het draaide om de opvolging van graaf Willem VI van Beieren-Holland die strijd opleverde tussen diens dochter Jacoba van Beieren en haar oom Jan van Beieren die meende meer rechten op Holland te hebben dan zijn nicht. Een leger in dienst van Jacoba arriveerde ten noorden de stad, gericht tegen oom Jan, die zich in Dordrecht had verschanst. Een Brabants leger, onder aanvoering van Jacoba's echtgenoot Jan IV van Brabant, sloot de stad aan de zuid- en oostkant in. Dordrecht week niet voor de twee legers en deed regelmatig uitvallen naar de belagers. Gravin Jacoba was daar niet bij; die liet dat over aan haar veldheren. In augustus verdreven de Dordtenaren de Brabanders, die zelf, in paniek, hun fortje bij De Mijl in brand staken. De Hollandse troepende trokken zich toen ook terug, waarna de Dordtenaren de bezetting in Papendrecht verdreven en het fortje daar in brand staken. 
Jonker Fransenoorlog: In het kader van de Hoekse en Kabeljauwse twisten werd Dordrecht in 1481 ingenomen door drie vendels uit Gorinchem, die onder aanvoering van Jan III van Egmont burgemeester Gilles Adriaanszoon arresteerden.
In 1489 diende Dordrecht als basiskamp, van waaruit de laatste Hoekse opstand onder leiding van jonkheer Frans van Brederode (Jonker Frans) werd bestreden door Jan III van Egmont. De regent over de Nederlanden, Maximiliaan van Oostenrijk, verbleef zelfs enkele maanden in Dordrecht, waarbij hij menigmaal het Augustijnenklooster bezocht. De Jonker Fransenoorlog werd beëindigd met de gevangenneming van Frans van Brederode, die in de Dordtse Puttoxtoren aan zijn verwondingen overleed.

### Stadsbranden
In elke grotere stad hebben stadsbranden gewoed. Bekend zijn de stadsbrand van 1338 en de stadsbrand van 1457.

### Latijnse school
Ergens in de 13e eeuw werd in Dordrecht een Latijnse school opgericht die in 1290 van graaf Floris V voorrechten ontving. De rechtstreekse opvolger, het hedendaagse Johan de Witt-gymnasium, behoort daarmee tot de oudste gymnasia van Nederland. Van 1600 tot 1615 was Gerardus Vossius rector van de Latijnse school in Dordrecht.

## Vroegmoderne Tijd

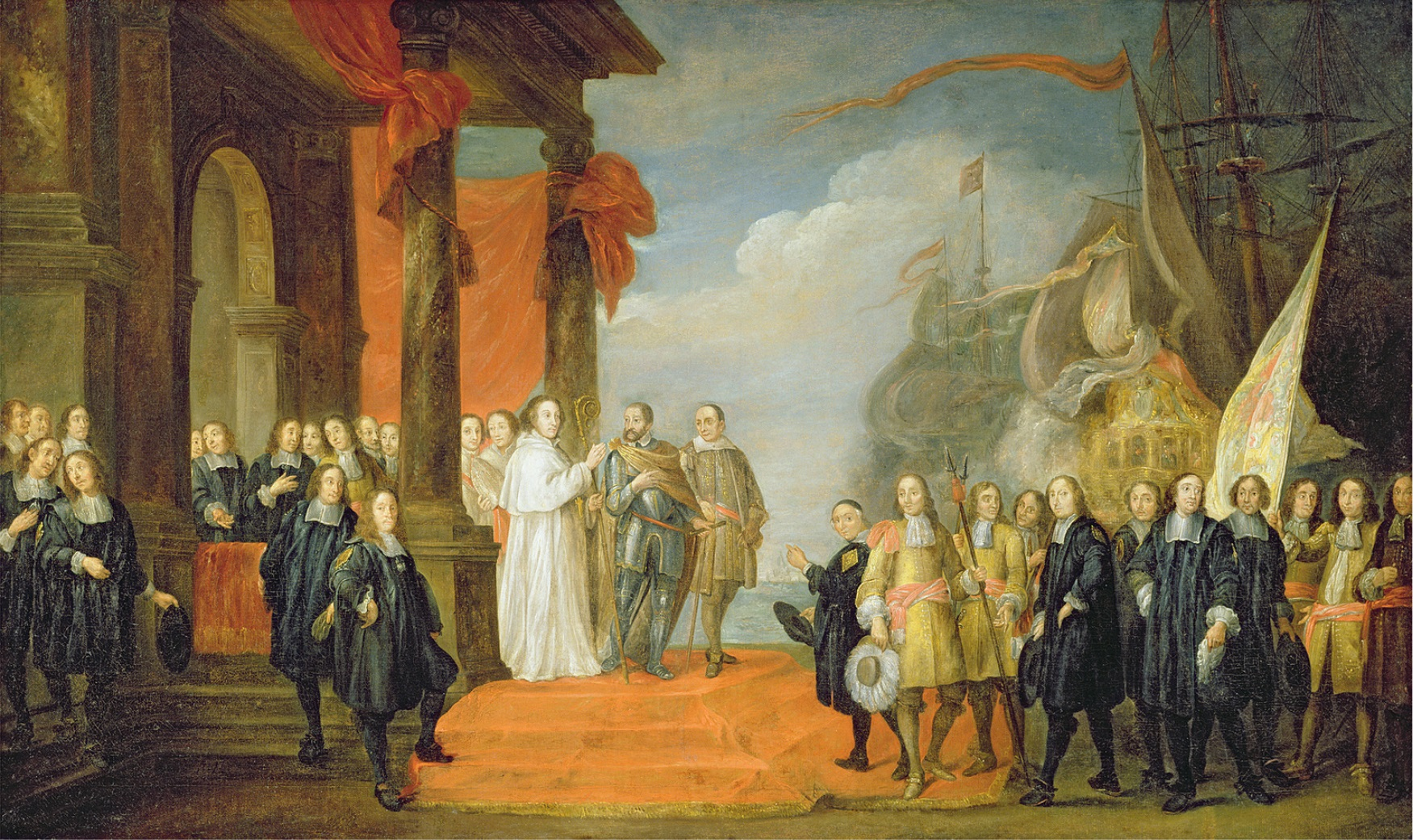
Keizer Karel V verlaat Dordrecht in 1515, na ingehuldigd te zijn als Graaf van Holland.

Op 3 juni 1515 werd de latere Keizer Karel V verwelkomd in Dordrecht om daar gehuldigd te worden als Graaf van Holland. Hij kwam via de Groothoofdspoort de stad in.
Sociale en religieuze onlusten leidden in 1566 ook in Dordrecht tot een beeldenstorm. Op 25 juni 1572 was de inname van Dordrecht een feit dankzij de hulp van de Watergeuzen.

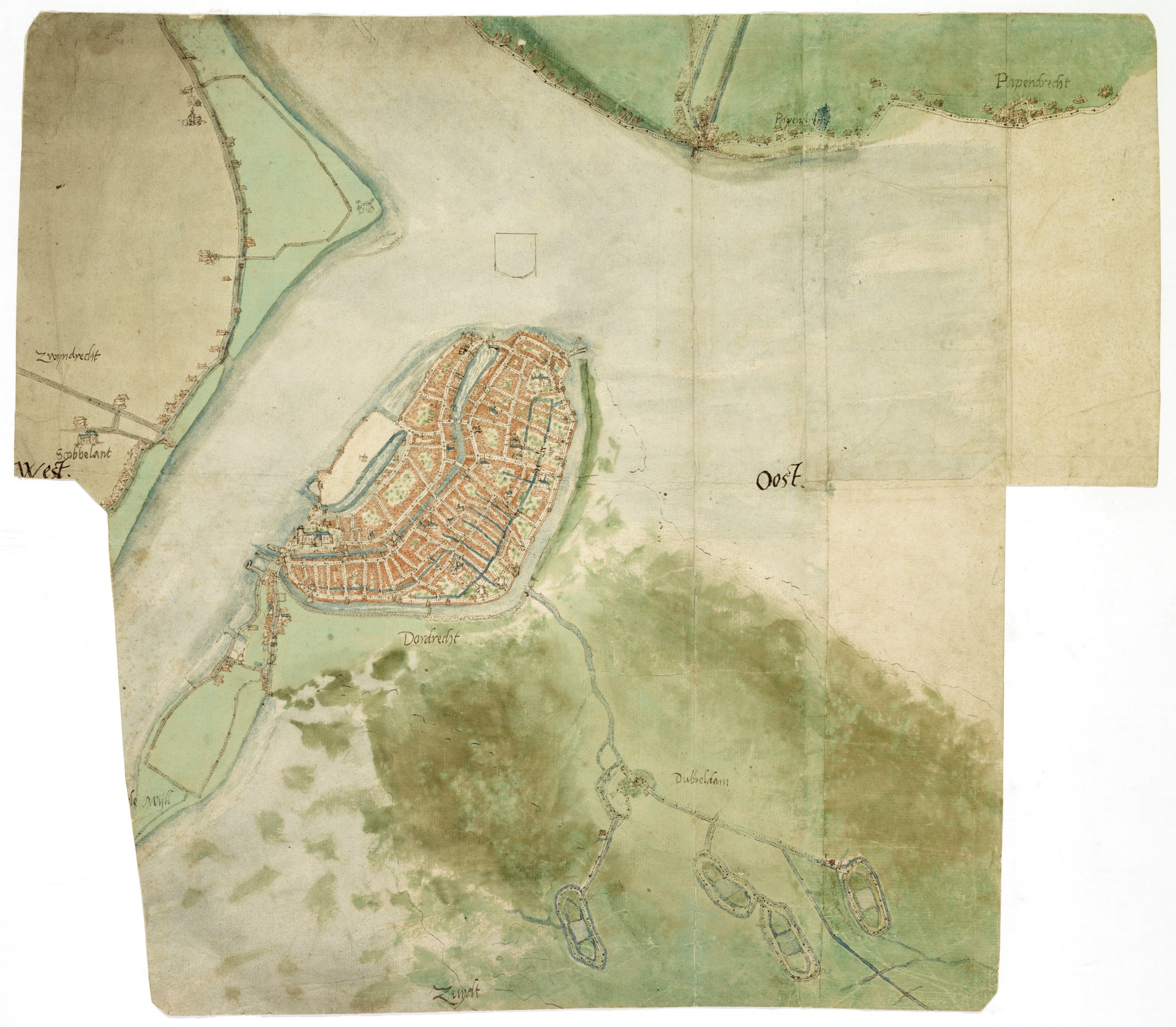
Dordrecht in 1565, door Jacob van Deventer.

### Statenvergadering
In 1572 kwam te Dordrecht een Statenvergadering bijeen. Vertegenwoordigers van alle Hollandse steden erkenden stadhouder Willem I, prins van Oranje, en steunden de opstand tegen de Spanjaarden. Dit vormde een aanzet tot de Republiek der Zeven Verenigde Nederlanden.

### Synode van Dordrecht
In 1618 en 1619 vond in Dordrecht, bolwerk van de reformatie, de Synode van Dordrecht plaats, waarbij de remonstranten tegenover de contraremonstranten stonden en waar het besluit viel tot de Bijbelvertaling die in 1637 de Statenbijbel zou opleveren. Dit was niet de eerste Bijbelvertaling in het Nederlands, wel de eerste officiële vanuit de grondtalen. De vertaling heeft grote invloed uitgeoefend op het toenmalige Nederlands.

### Invloed op het Graafschap Holland

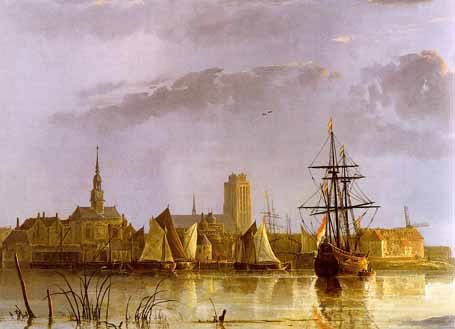
Zeevaardij bij Dordrecht in de 17e eeuw

In de Gouden Eeuw was het bestuur over de stad Dordrecht in handen van enkele vooraanstaande staatsgezinde regentenfamilies die onderling trouwden. Dat waren met name de families Van Slingelandt, Van Beveren, Muys van Holy en De Witt. Zij hadden daardoor ook in het Graafschap Holland een belangrijke vinger in de pap.
Zo kwam burgemeester Jacob de Witt in 1648 in aanvaring met de jonge stadhouder Willem II en zat hij daardoor enige tijd gevangen. Zijn zoon Cornelis de Witt belandde in het rampjaar 1672 eveneens in de Haagse Gevangenpoort. Op 20 augustus 1672 werden hij en zijn broer Johan de Witt, de Raadpensionaris van Holland, op beschuldiging van corruptie door het volk gelyncht.

### Tufsteen en tras
Tufsteen werd over de rivier aangevoerd en de handel werd vanaf de 17e eeuw gedomineerd door Dordrecht. Vermalen tot tras werd het aan cement toegevoegd om dit watervast te maken, onder ander voor gebruik in trasramen. Dit werd via de Dordtse stapelmarkt verhandeld in Noordwest-Europa en werd aangeduid als Dordts of Hollands cement.

### Patriotten

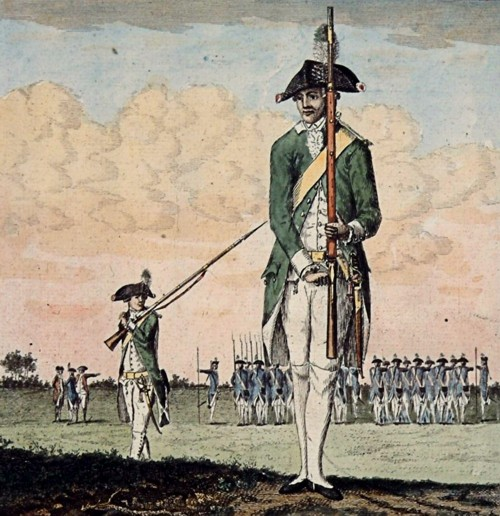
Exercitiegenootschap De Vrijheid 1783

Dordrecht voer in de periode 1780 tot 1787 een scherp anti-stadhouderlijke koers. Op 26 juli 1783 werd het Exercitiegenootschap De Vrijheid opgericht. De zogenoemde patriotten betoogden dat Nederland al ruim tweehonderd jaar een republiek was en dat erfopvolging daarin niet thuis hoorde. Zij wilden de oude vrijheid heroveren op de Oranjes en alras volgden meerdere steden in deze opstand.
Stadhouder Willem V van Oranje vluchtte uit Holland. Dordrecht had nog een aandeel in de patriottenopstand, want op 17 maart 1786 reden de Dordtse raadspensionaris Cornelis de Gijselaar en burgemeester Ocker Gevaerts bij wijze van provocatie met hun rijtuig in Den Haag door de Stadhouderspoort het Binnenhof op, waar ze door Oranjegezinden werden tegengehouden.
Op 18 september 1787 capituleerde Dordrecht voor de troepen van de Pruisische koning Frederik Willem, de zwager van Willem V. De Oranjerestauratie werd met kracht ingezet en de democratische beweging werd weggevaagd. Willem V werd gerehabiliteerd. In 1815 nam zijn zoon Willem I, aanvankelijk voorbestemd als stadhouder Willem VI, de titel Koning der Nederlanden aan.

### 17e- en 18e-eeuwse Dordtse kunstschilders

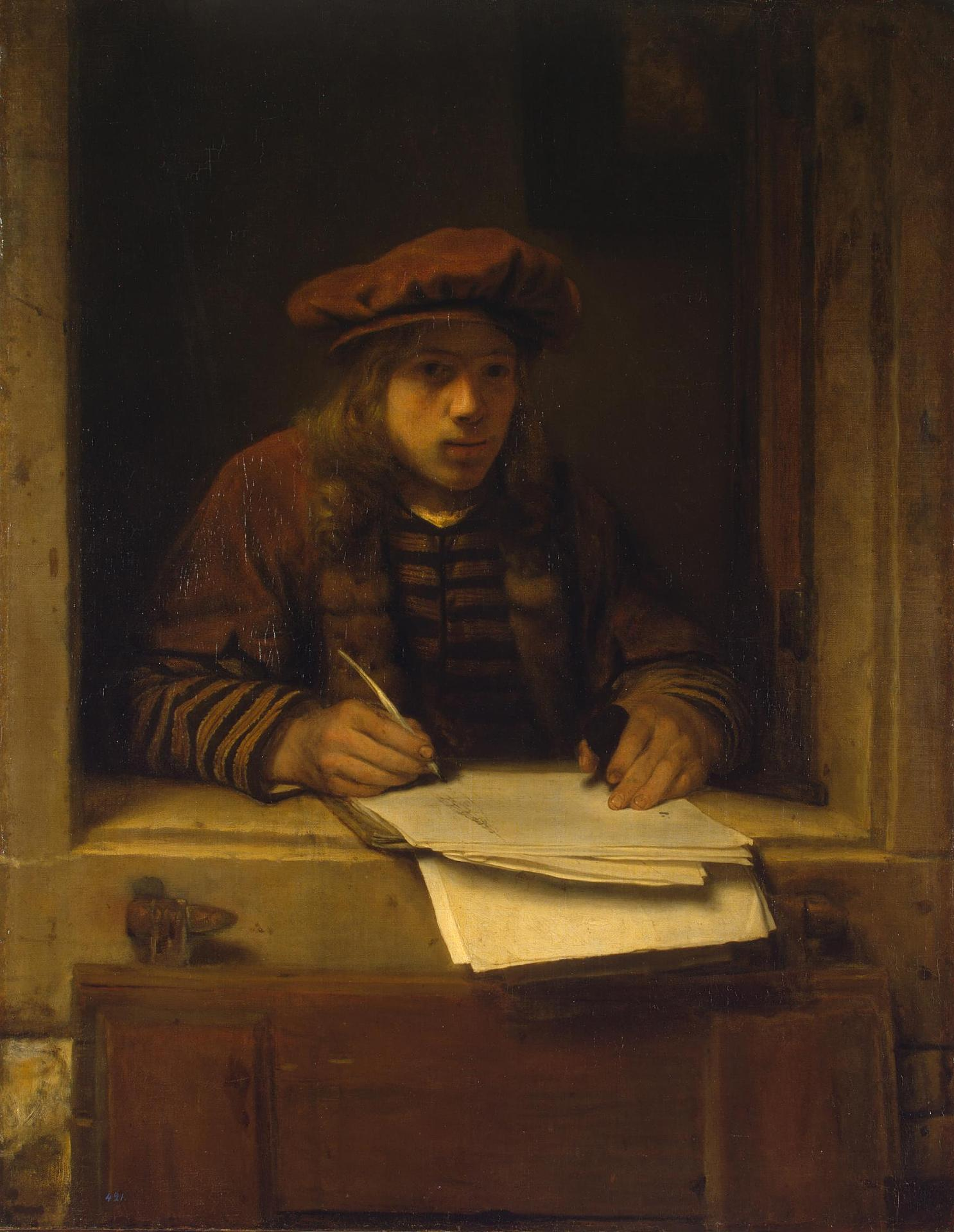
portret Samuel van Hoogstraten.

- Arnold Boonen
- Aelbert Cuyp
- Jacob Gerritsz. Cuyp
- Samuel van Hoogstraten
- Arnold Houbraken
- Nicolaes Maes
- Ary Scheffer
- Johannes Christiaan Schotel
- Aart Schouman
- Jacob van Strij
- Abraham Teerlink en anderen.

### Franse tijd (1795-1813)
Op 19 januari 1795 trokken 200 Franse manschappen door de Rietdijkspoort de stad Dordrecht binnen in navolging van de Franse Revolutie. Ze verjoegen de Oranjegezinden, die na 1787 weer de overhand hadden gehad. In eerste instantie waren de inwoners blij met hun komst, maar om diverse redenen dit sloeg na enkele weken om:
- de Fransen eisten inkwartiering: elk huishouden moest een Franse soldaat in huis nemen;[8]
- de Fransen richtten een militie op, waarin alle mannen uit de stad tussen de 18 en 25 jaar dienst moesten nemen;
- het financieel aantrekkelijke stapelrecht werd afgeschaft, wat er definitief voor zorgde dat Rotterdam de leidende rol van Dordrecht overnam;
- via de Bataafse Revolutie verloor Dordrecht zijn bevoorrechte positie in de Staten van Holland;
- familiewapens worden in het streven naar gelijkheid van grafzerken afgehakt;
- wapenborden worden uit de kerken verwijderd;
- de gilden worden opgeheven.[9]

#### Bezoek Napoleon
Op 5 oktober 1811 bezocht keizer Napoleon Bonaparte de stad Dordrecht om de Waterlinie te inspecteren. Dit met het oog op een mogelijke Engelse invasie.

#### Ongeregeldheden
Op 22 november 1813 vonden grote ongeregeldheden plaats in Dordrecht. Het Franse garnizoen dat om strategische redenen in Papendrecht was gelegerd, zag dat de Franse vlag was weggehaald aan de Dordtse kant en dat er leuzen als Oranje boven' werden geroepen. Hierop opende men het vuur, waarbij een groot aantal huizen en ook het Melkpoortje werd beschadigd. Bij deze actie vielen er een dode en enkele gewonden. 's Avonds roeide stadscommandant Matthijs Beelaerts naar Papendrecht om te onderhandelen. Het resultaat was dat hij de volgende dag driehonderd Franse soldaten moest toelaten in de stad. De volgende dag vluchtten de Fransen de stad uit na het vernemen van het nieuws dat Pruisische troepen en Russische kozakken in aantocht waren. Dat betekende het einde van de Franse overheersing.

### Communicatie en vervoerontwikkelingen

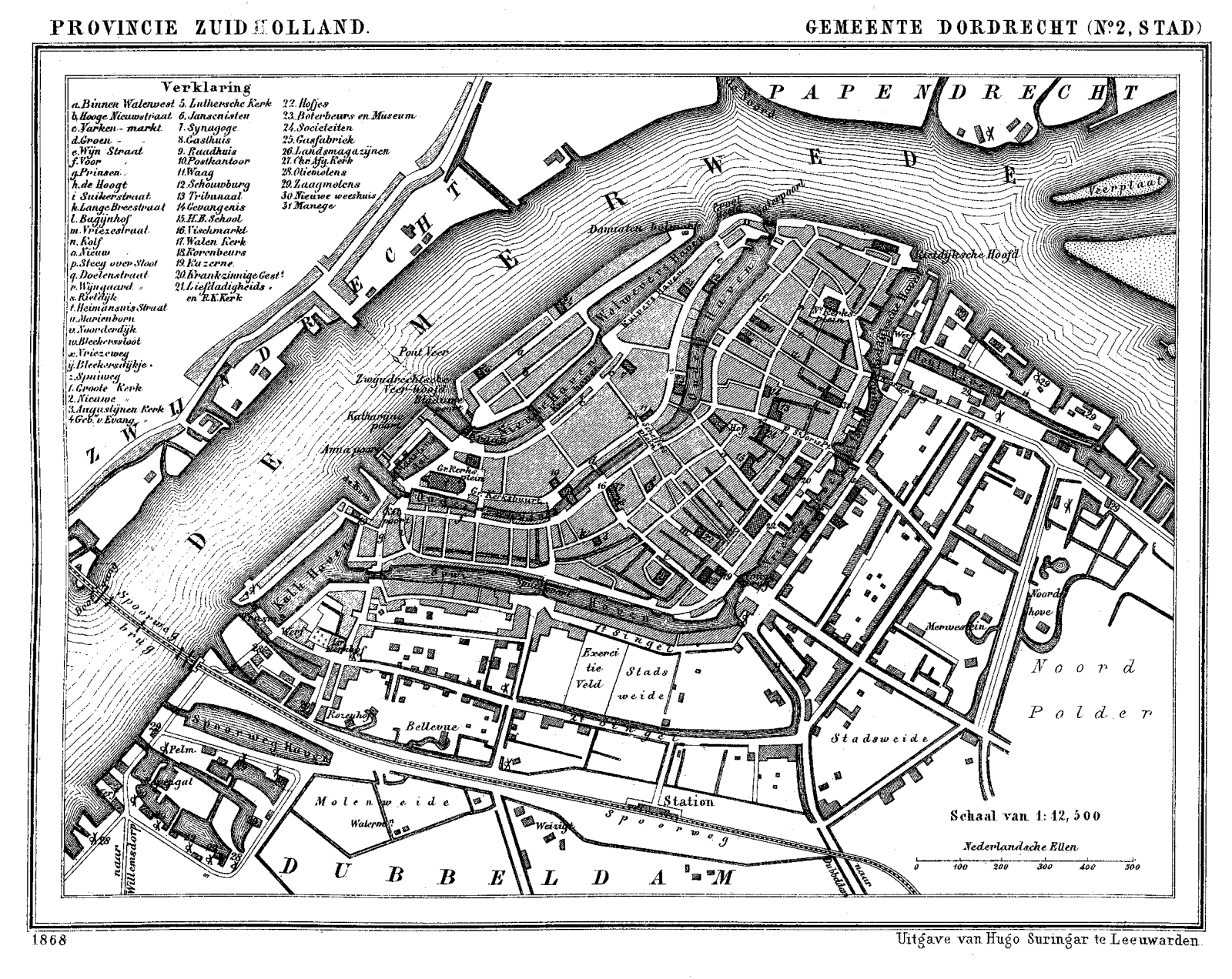
kaart met spoorlijn en station in Dordrecht

Dordrecht is gelegen op het kleine eiland van Dordrecht, aanvankelijk zonder brugverbindingen met de buitenwereld. Behalve voor het vervoer op het eiland zelf, moest alles noodgedwongen vervoerd worden per boot. Van oudsher waren er veerdiensten naar Zwijndrecht en andere dorpen in de omgeving. In de 19e eeuw verzorgden stoomboten verbindingen met Rotterdam en andere steden.

#### Trein
Vanaf 1855 was Moerdijk, ten zuiden van het Hollandsch Diep, per trein vanuit Antwerpen bereikbaar en waren er aansluitende veerdiensten tussen Moerdijk, Rotterdam en Dordrecht. Tussen 1866 en 1878 werd Staatsspoor I in fasen geopend vanaf Breda aan de zuidkant; hiervoor kwam er in Moerdijk een tweede station, van de Staatsspoorwegen. Aanvankelijk was dit het eindpunt en was een veerdienst nodig, maar in 1872 werd de Moerdijkspoorbrug naar het Eiland van Dordrecht geopend. Aan het eind van dat jaar was ook Rotterdam per spoor bereikbaar, via het tijdelijke Rotterdamse station Mallegat. 

#### Station Dordrecht
Op 1 januari 1872 werd het spoorwegstation van Dordrecht geopend, eerst alleen voor de treinen uit het zuiden via de Moerdijkbrug en Lage Zwaluwe, vanaf 1 november 1872 ook voor de treinen van en naar Rotterdam. Hiermee was Dordrecht aangesloten op het spoornet. Het station is op een afstand gelegen van de vroegere stadsmuren en bij de stadsweiden. Om de stad te verbinden met het station is een rechtstreekse doorsteek naar de stad aangelegd, de Johan de Wittstraat. Langs deze route is later een paardentramlijn aangelegd.

#### Paardentram

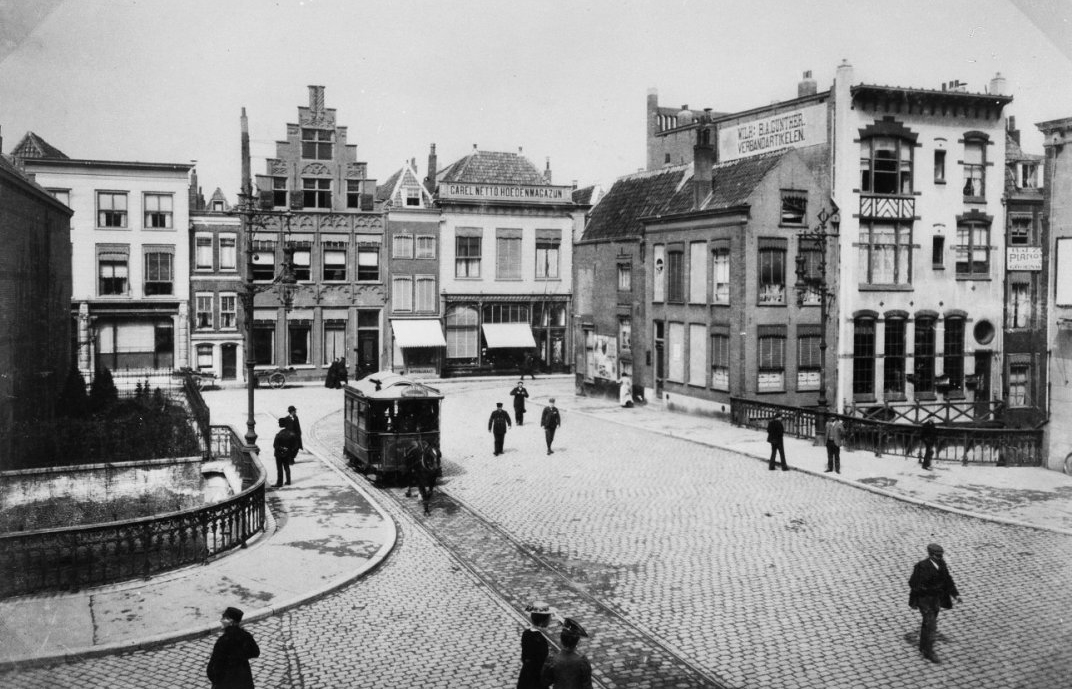
Paardentram omstreeks 1910

Op 23 november 1879 opende de Belgische maatschappij Société anonyme Belge des Tramways de Dordrecht (TD) een normaalsporige paardentramlijn van 1,8 kilometer, tussen de Merwekade en het station. Dit trambedrijf werd op 7 januari 1891 overgenomen door de Rotterdamsche Tramweg Maatschappij (RTM). Er was geen verbinding met de overige tramlijnen van de RTM, die wel tot Zwijndrecht aan de overkant van de Oude Maas kwamen. De route van de tramlijn was: Merwekade, Boomstraat, Voorstraat, Nieuwbrug, Wijnstraat, Groenmarkt, Visbrug, Visstraat, Bagijnhof, Johan de Wittstraat en Stationsweg. De paardentramlijn werd opgeheven op 16 maart 1919.

#### Bruggen
In de jaren dertig van de twintigste eeuw werden er verkeersbruggen over de Oude Maas en het Hollandsch Diep (Moerdijkbrug) aangelegd, zodat de stad aangesloten werd op het landelijk wegennet.

#### Havens
In de binnenstad zijn twee stadsgrachten al vroeg als haven gebruikt (zie kaart van 1652). Later zijn er twee havengebieden met spooraansluiting bijgekomen:
- Aan de Merwede: 1e en 2e Merwedehaven;
- Langs het Mallegat, tussen de Oude Maas en de Dordtsche Kil, die afgesloten is en waar diverse havendokken zijn bijgebouwd.

In 1833 zijn de stadswallen langs de huidige Spuihaven, die als verdedigingsgracht dienstdeed, gesloopt.

## Moderne Tijd

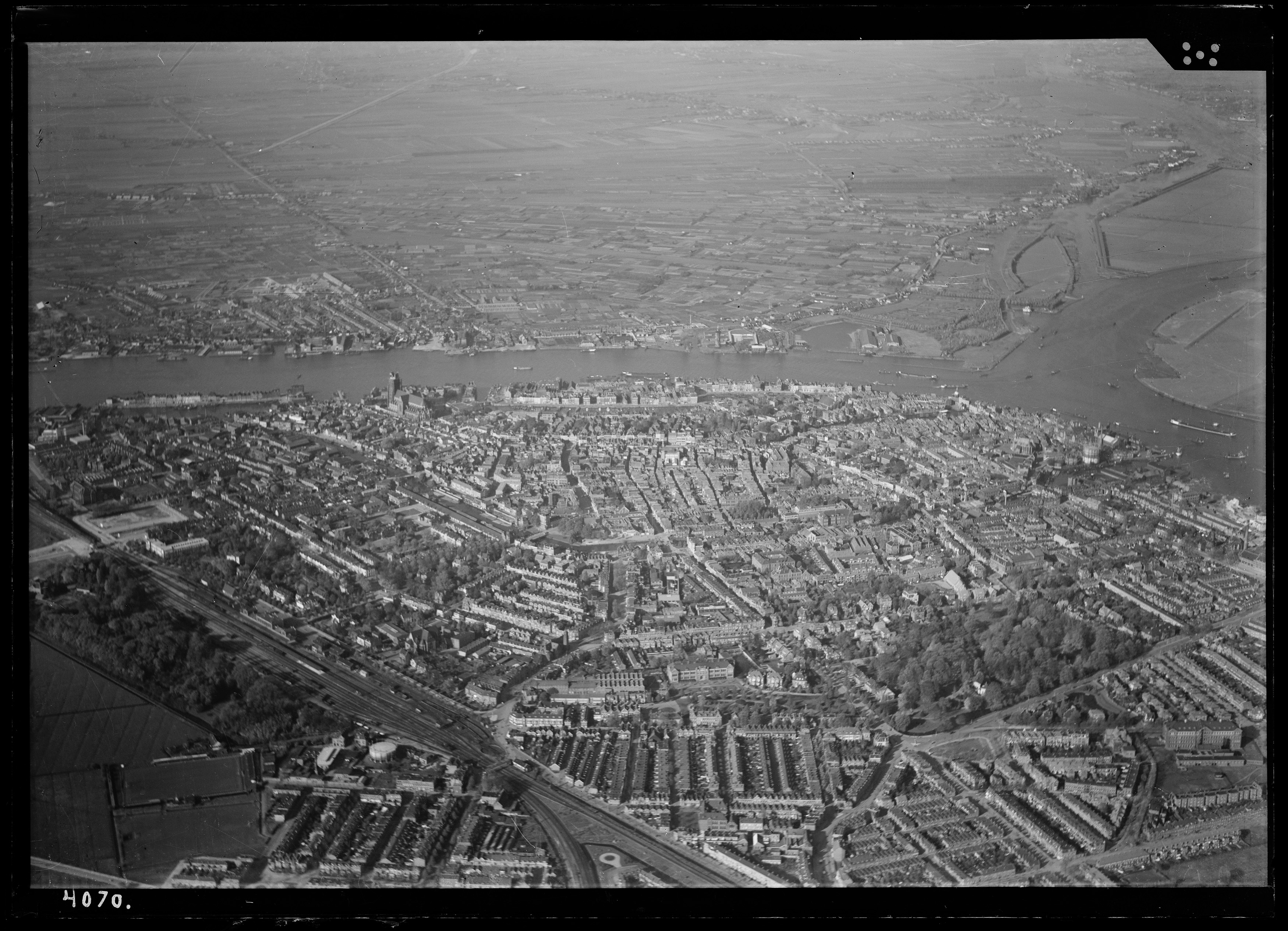
Luchtfoto van Dordrecht (1920-1940), Nederlands Instituut voor Militaire Historie.

Door de eeuwen heen heeft Dordrecht een sleutelpositie ingenomen bij de verdediging van Holland door zijn centrale ligging aan de natuurlijke wateren aan de zuidkant, ter aanvulling op zowel de Oude als de Nieuwe Hollandse Waterlinie. Tot ver in de 20e eeuw was Dordrecht ook garnizoensstad. In de Benthien- of Pontonnierskazerne aan de Buiten Walenvest langs de Oude Maas waren pontonniers gelegerd. Tijdens de mobilisatie van augustus 1939 werden ook infanteristen en artilleristen naar Dordrecht gestuurd om het eiland te verdedigen.

### Tweede Wereldoorlog (1940-45)
In mei 1940 gaf luitenant-kolonel Josephus Adrianus Mussert leiding aan de verdediging van Dordrecht; Jo Mussert was een broer van de NSB-leider Anton Mussert. Toen het Nederlandse leger de strijd tegen de Duitsers opgaf en zich uit de stad terugtrok, vertrok de luitenant-kolonel op 14 mei 1940 naar Papendrecht.
Hier kwam Mussert te staan tegenover luitenant Kruithof die Mussert verdacht van hoogverraad. Mussert weigerde zich over te geven en werd door Kruithof neergeschoten. Mussert leefde aanvankelijk nog en werd vervoerd naar het ziekenhuis in Gorinchem, waar hij later die nacht om circa 02:00 uur overleed aan zijn verwondingen. Later is Jo Mussert door toedoen van generaal Winkelman postuum gerehabiliteerd: zijn nabestaanden ontvingen een schadeloosstelling.
Een andere opvallende rol was er voor luitenant Plasschaert, die de binnenstad van Dordrecht hardnekkig verdedigde. Voor zijn rol aandeel in de strijd om Dordrecht kreeg hij de Militaire Willems-Orde.
In de winter van 1944-45 werden Dordrecht en omgeving het middelpunt van de strijd. De grens tussen bevrijd en bezet gebied lag toen bij het Hollandsch Diep.

### 1945-heden
- Vanaf 1949 werden er plannen gepresenteerd voor een stadssanering van Dordrecht, waarbij verkrotte huizen in de verarmde stad opgeruimd zouden worden en moderne wegen aangelegd moesten worden. Tot uitvoering kwam het rond 1965.
- Na de oorlog begon men aan de wederopbouw en in Dordrecht werden, mede ook door de stadsuitbreiding in de jaren '50, de wijken Crabbehof en Wielwijk gebouwd. In de jaren '70 ontstond de wijk Sterrenburg, gevolgd in de jaren '80 door de wijk Stadspolders. Bij deze laatste wijk werd Station Dordrecht Stadspolders aangelegd op de MerwedeLingelijn naar Geldermalsen.
- Tijdens de Watersnood van 1953 stonden de meeste straten in Dordrecht blank.
- Vanaf de invoering van het betaald voetbal in 1954 had Dordrecht enkele jaren drie clubs in het betaald voetbal, SC Emma (betaald van '54 tot '58), EBOH (betaald van '54 tot '62) en Dordrechtsche Football-Club (DFC) (betaald van '54 tot '72). Daarbij speelde de familie Van der Gijp (onder andere Cor van der Gijp en Wim van der Gijp) een grote rol met hun prestaties in het Nederlands elftal. DFC veranderde in 1979 in DS '79 en later in FC Dordrecht en is tot op heden actief in het betaalde voetbal.
- In de jaren '50 werd de frikandel in Dordrecht uitgevonden door Gerrit de Vries, destijds slagersknecht. Hij kwam in 1984 ook met de mexicano.
- Op 14 november 1992 organiseerde Dordrecht voor het eerst de landelijke intocht van Sinterklaas en op 12 november 2011 voor de tweede keer. Deze intocht eindigde op het Scheffersplein.
- Sinds 1995 is Dordrecht een plek waar vaak films en series worden opgenomen, onder andere: De Tasjesdief (1995), Wij Alexander (1998), Kruimeltje (1999), Pietje Bell (2002), Zwartboek (2006), The Blue Horse (2009), Annie M.G. (2010) en Rembrandt en ik (2010). Jackie Chan kwam voor opnames naar Dordrecht voor zijn film Who Am I (1999).
- In 1998 werd er in Dordrecht een kerstmarkt georganiseerd, die nadien jaarlijks werd herhaald. Vanaf 2010 groeide deze markt uit tot de grootste van Nederland, vanaf 2020 wordt ze niet meer georganiseerd.
- Op 27 april 2014 had Dordrecht de primeur om de eerste Koningsdag 'nieuwe stijl' te vieren. Dit omdat koningin Beatrix op 30 april 2013 aftrad en het geplande bezoek van dat jaar in 2014 door haar zoon en opvolger koning Willem-Alexander werd goedgemaakt.
- Van november 2018 tot mei 2019 werd herdacht dat vierhonderd jaar geleden de Synode van Dordrecht had plaatsgevonden. Er waren onder andere exposities in het Dordrechts Museum.
- Op 9 oktober 2019 werd ter ere van de Eerste Vrije Statenvergadering in 1572 een standbeeld van Willem van Oranje onthuld. Het beeld in de Hofstraat, van de hand van Arie Schippers, werd onthuld door prinses Beatrix.[15]
- In 2020 vierde de stad het 800-jarig jubileum van haar stadsrechten.
- Er zijn twee televisie specials geweest over 'Scrooge Live'(2020 & 2022).
- Op 13 augustus 2024 vond de 3e editie van de Tour de Femmes plaats, waarvan rit 2 door de oude binnenstad trok. Er werd een koers van 67 kilometer afgelegd met eindpunt Rotterdam, Dordtenaar Lucinda Brand reed ook mee in het peloton[16].